# 阿卜杜勒-拉赫曼·本·阿卜杜勒-拉蒂夫·阿勒谢赫
阿卜杜勒-拉赫曼·本·阿卜杜勒-拉蒂夫·本·阿卜杜勒-拉赫曼·阿勒谢赫（阿拉伯语：‎，1871年—1947年）谢赫家族出身的伊斯兰教神学家，阿卜杜勒-拉蒂夫·本·阿卜杜勒-拉赫曼·阿勒谢赫之子，阿卜杜勒-拉赫曼·伊本·哈桑·阿勒谢赫的孙子，穆罕默德·伊本·阿卜杜勒·瓦哈卜的曾孙。

## 生平
阿卜杜勒-拉赫曼·本·阿卜杜勒-拉蒂夫于1871年出生在利雅得。当他的父亲于1876年去世时，他的哥哥阿卜杜勒·阿齐兹成为他的监护人。7岁开始学习《古兰经》和伊斯兰教法。习成后，被派往萨吉尔、阿尔瓦担任卡迪（教法执行官）。
阿卜杜勒-拉赫曼·本·阿卜杜勒-拉蒂夫于1947年在利雅得去世。